# Macross Frontier
Macross Frontier (japanisch マクロスF Makurosu Furontia, alternativer Titel Macross F) ist eine Anime-Fernsehserie aus dem Macross-Serien- und Filmuniversum, welches im Jahr 2008 sein 25-jähriges Bestehen feierte. Sie ist eine Fortsetzung der OVA-Reihe Macross Dynamite 7. Wie bei den bisherigen Produktionen setzt auch Macross Frontier auf ein Beziehungsdreieck zwischen den Hauptcharakteren.

## Handlung

### Vorgeschichte
In der fiktiven Zukunft des Jahres 2047 n. Chr. breitet sich die Menschheit zusammen mit den Zentradi, den einstigen Feinden, mit großen Flotten über die Galaxie aus. Dabei geraten die Flotten immer wieder unter schwere Angriffe durch die Vajra, einer außerirdischen Rasse, die einem Insektenstaat ähnelt und ein eusoziales Kollektiv bildet. Obwohl diese Spezies über weite Teile der Galaxis verstreut ist, können die Individuen über sogenannte Fold Waves (dt. „Faltungswellen“) kommunizieren, die einen Informationsaustausch erlauben, der schneller als das Licht ist.
Zu dieser Zeit arbeitet Ranshe Mei zusammen mit Grace O’Connor als Assistentin für die bereits aus Macross Zero bekannte Mao Nome. Bei den Untersuchung der Vajra auf der 117. Forschungsflotte infiziert sich Ranshe während ihrer Schwangerschaft mit einem „V-Type“ genannten Virus. So wird ihre Tochter Ranka Mei bereits sehr jung von der tödlichen Krankheit infiziert. Da Ranka zu einem Viertel Zentradi ist, kann sie noch vor der Geburt die gefährlichen Auswirkungen des Virus überwinden, das sie seitdem dagegen immunisiert in sich trägt. Ranka kann dabei, das Virus unbewusst in sich tragend, singend über die durch das Virus freigesetzten Fold Waves mit den Vajra kommunizieren.
Es ist unklar, ob es der Gesang von Ranka oder ein Experiment von Grace O’Connor ist, welches die Vajra zur 117. Forschungsflotte lockt. Im Kampf gegen die Angreifer hoffnungslos unterlegen wird die Flotte vollständig vernichtet. Nur einige Personen können dieser Hölle zu entkommen. Zu ihnen gehören Ranka, ihr älterer Bruder Brera Sterne und Grace O’Connor. Die von ihrem Bruder getrennte, ihre Mutter verlierende und infolge der Ereignisse unter Amnesie leidende Ranka Mei wird von dem Kampfpiloten Ozma Lee gerettet und adoptiert. Seitdem trägt sie den Namen Ranka Lee. Während Ranka auf dem Konvoi der Macross Frontier aufwächst, wird Sheryl Nome, die ebenfalls elternlose Enkelin von Mao Nome, von dem Cyborg Grace O’Connor aufgenommen und für weitere Experimente missbraucht. Bei diesen Versuchen wird auch Sheryl mit dem Virus infiziert. Brera fällt ebenfalls in die Hände von Grace und wird durch Implantate unter ihre Kontrolle gebracht.

### Erste Überfälle auf den Frontier-Konvoi
Im Jahr 2059 n. Chr. sind die beiden Konvois Macross Frontier und Macross Galaxy in der Nähe des Galaktischen Kerns auf der Suche nach einer kolonisierbaren Welt unterwegs. Sheryl ist in der Zwischenzeit durch die nicht uneigennützige Unterstützung von Grace zu einer berühmten Sängerin und intergalaktischen Idol aufgestiegen. Auf der Macross Galaxy groß geworden, soll sie auf der Macross Frontier mehrere Gastauftritte geben. Während der Vorbereitungen trifft der Kunstflieger Alto Saotome, der mit einigen Mitschülern der Mihoshi-Flugakademie für Effektflüge engagiert wurde, mit Ranka zusammen. Ranka hat sich mittlerweile zu einem typischen Teenager entwickelt. Sie ist ein großer Fan von Sheryl und war ebenfalls gerade auf dem Weg zu dem Konzert, als sie eine Abkürzung nehmen wollte und sich dabei verlief. Er hilft ihr, rechtzeitig zu Beginn des Konzertes ihren Platz zu erreichen und beginnt mit seinen Flugkameraden die Darstellung. Von jugendlichem Leichtsinn getrieben, fliegt er ein zu riskantes Manöver und stößt dabei Sheryl so von der Bühne, dass sie unfreiwillig in seinen Armen landet und sich gezwungen sieht, in dieser Haltung ihren Auftritt zu beenden. Doch bevor die Vorstellung zu Ende geht, wird der Alarmzustand ausgerufen, als eine Gruppe von Vajra in die Kuppel des Mutterschiffs eindringt. Bei dieser Auseinandersetzung innerhalb einer der bewohnten Städte übernimmt Alto das Steuer einer VF-25, deren Pilot vor seinen Augen starb, und rettet die vor Schreck erstarrte Ranka vor den Angreifern. Ozma Lee – der Anführer der Schwadron vom privaten Militärdienstleister S.M.S. und Adoptivvater von Ranka – wird so auf Alto aufmerksam. Nach einer Aufnahmeprüfung tritt Alto dem Dienstleister S.M.S als Rekrut bei und erhält den Rufnamen Skull 4.

### Rankas Karriere
Unterdessen wird Ranka, die sich aufgrund ihrer stetig wiederkehrenden Amnesie nicht mehr an ihre Rettung erinnern kann, von Sheryl ermutigt, ihren Traum von einer Gesangskarriere zu verwirklichen. Nach einigen Auftritten als Werbefigur erhält Ranka eine kleine Gastrolle in einer Verfilmung der für die Menschen des Macross-Universums historischen Ereignisse aus Macross Zero. Während S.M.S. für die Filmaufnahmen die Variable Fighter stellt, verunglückt die Darstellerin von Mao Nome, sodass Ranka ihren Platz einnimmt. Der Film wird vom Publikum bei der Premiere als Erfolg gefeiert und Ranka wird von den Zuschauern begeistert aufgenommen. Infolge ihrer positiven Rezeption ist Ranka häufig unter Zeitdruck und bereitet sich auf ihren ersten Live-Auftritt in der Konzerthalle vor, wo sie einst Sheryl bewunderte. Dabei plant sie, Alto ein Geburtstagsgeschenk zu überreichen. Sheryl kommt ihr zuvor und er fliegt mit ihr zusammen nach Gallia 4, einem Planeten mit echter Atmosphäre, von dem er zeit seines Lebens unter der Kuppel der Macross Frontier träumte.

### Die Überreste der 117. Forschungsflotte
Als die nicht mehr von Grace umsorgte Sheryl auf ihrer Mission, die Zentradi des Planeten zu besänftigen, während der Ankunft erschöpft zusammenbricht, dient dies einer Splittereinheit des dortigen Geschwaders als Grund, um eine Revolte auszulösen. Von der Situation informiert, reist Ranka zusammen mit Michael, einem guten Freund und Mitglied des S.M.S., ebenfalls zu dem Planeten. Dort gelingt es ihr, die aufgebrachten Zentradi zu beruhigen, während Alto den Anführer der Revolte ausschalten kann.
Als Alto zusammen mit Ranka die Heimreise antreten will, versagt die Technik des Variable Fighters und sie stürzen in der Nähe der verschollenen Macross der 117. Forschungsflotte ab. Unter dem Mutterschiff verbirgt sich ein Nest der Vajra, in welches Ranka entführt wird. Die von Grace kontrollierten Vajra starten schließlich mit Ranka an Bord in den Orbit, als der Planet von einer gezündeten Faltungswaffe vernichtet wird und das Zentradi-Geschwader ebenfalls in den Tod reißt. Michael, Sheryl und Alto können nur knapp entkommen. In dem anschließenden Gefecht wird Ranka von Brera Sterne und Alto aus dem Raumschiff befreit und sie kehren zur Macross Frontier zurück.

### Rankas Beziehung zu den Vajra
Recht bald wird die ungewöhnliche Wirkung von Rankas Gesang auf die Vajra beobachtet und versucht, sie und ihre Stimme als Ablenkung für angreifende Vajra zu benutzen, was ihr einen ähnlichen Ruhm beschert, wie ihn einst das Idol Lynn Minmay innehatte. Indes verschlechtert sich Sheryls Gesundheitszustand immer weiter und sie bekommt auch psychische Probleme, als sie bemerkt, dass sie ihrer Rivalin sowohl im Musikgeschäft als auch in der Liebe zu Alto derzeit wenig entgegenzusetzen hat.
Nach einem weiteren verheerenden Angriff auf das Hauptschiff des Konvois, bei dem Rankas Freundin Nanase schwer verwundet und Michael getötet wird, beschließt Ranka, künftig nicht mehr zu singen. Als sie erkennt, dass ihr Schoßtier Ai-kun, mit dem sie sich angefreundet hatte, ebenfalls ein Vajra in einem frühen Entwicklungsstadium ist, verlässt sie zusammen mit Brera das Schiff und bricht zum Heimatplaneten der Vajra auf, um Ai-kun zu seinen Artgenossen zu bringen. Dabei tappt sie in Graces Falle, die ihre Fähigkeit benutzt, um die Vajra zu kontrollieren.

### Verrat Leons und die Pläne von Grace
Unterdessen findet Ozma Lee zusammen mit seiner ehemaligen Geliebten Cathy Glass heraus, dass die Führung der Macross Frontier gestürzt wurde. Der Regierungsberater Leon Mishima tötete dazu Howard Glass, den amtierenden Regierungschef und Vater von Cathy. Ebenfalls versuchte er, seine Komplizin Grace beseitigen zu lassen, was ihm allerdings nicht gelang. So informieren sie ihre engsten Freunde von den Geschehnissen und verlassen mit dem nun abtrünnigen Schlachtkreuzer Macross Quarter, dem Hauptschiff des S.M.S., den Verbund. Alto und Luca bleiben auf dem Mutterschiff Macross Frontier zurück. Die Abtrünnigen suchen in den Überresten von Gallia 4 nach weiteren Anhaltspunkten und finden Teile der Pläne von Grace, kommen aber zu spät zur Hauptflotte zurück, die sich bereits in den Vorbereitungen für einen Angriff auf den Heimatplaneten der Vajra befindet.

### Finale Auseinandersetzung
Die mittlerweile von der neuen Regierung aufgespürte Sheryl soll nun die Rolle von Ranka übernehmen, da sie auch das „V-Type“-Virus in sich trägt und die Vajra beeinflussen kann. Ihre Wirkung ist wesentlich schwächer, wird aber durch ihren besonderen Ohrring verstärkt. Kurz nachdem die Schlacht ausbricht, beginnt die gebrochene Ranka, die sich nun in der überwältigten Battle Galaxy, dem Flaggschiff des Macross-Galaxy-Konvois, befindet, die Vajra mit ihrem Gesang gegen den angreifenden Macross-Frontier-Konvoi zu einen, ironischerweise mit dem Lied Ai, Oboete Imasu ka aus dem gleichnamigen Macross-Film The Super Dimension Fortress Macross: Do You Remember Love?, mit dem die Menschheit eine Invasion ihrerseits abwehrte. Ihr Bruder sorgt unterdessen dafür, dass keiner ihrer Freunde zu Ranka vordringen kann. Er schießt sogar zum Schrecken von Sheryl, Klan und Luca Altos Maschine ab, wird selbst aber von der in diesem Moment auftauchenden Macross Quarter getroffen und verwundet. Ein Teil seiner Implantate wird zerstört und Brera befindet sich nicht mehr unter Graces Kontrolle.
Die eingetroffene Macross Quarter unterstützt nun den Konvoi und lässt mit den aufgefundenen Beweisen Leon verhaften. Kurz vor dem Abschuss gelang es Alto, sich aus seinem Variable Fighter zu befreien und er überlebte im Schutz von herumschwebenden Wrackteilen. Mit einem neuen Fighter ausgestattet bittet er Sheryl, noch intensiver zu singen, um Ranka aus ihrem Zustand zu erwecken. Dies gelingt ihnen, jedoch hat sich Grace mittlerweile direkt mit der Schwarmkönigin des Kollektivs verbunden. Alle Attacken gegen diese sind wegen eines Fold-Wave-Schutzschirmes wirkungslos. Ranka gelingt es jedoch, ihren Streit mit Sheryl in einer telepathischen Verbindung beizulegen, die durch die Ohrringe Sheryls möglich wird. Alto kann daraufhin Ranka aus dem Inneren der Battle Galaxy befreien. Die Vajra erkennen an Rankas und Sheryls unterschiedlichem Gesang, dass das, was sie als Chaos bei der Menschheit wahrnahmen, Individualität ist, opfern sich zum Schutz des Konvois und helfen den Menschen, zur Königin vorzudringen. In deren Nähe kann Alto die mit ihr verbundene Grace töten.
Die Vajra ziehen sich friedlich zurück und die beschädigten Schiffe der Flotte setzen auf dem Planeten auf, um eine neue Kolonie zu gründen. Alto kann endlich seinen erwünschten Himmel genießen und auch Klan, die mit Michael ihre große Liebe verlor, findet neuen Mut. Sheryl und Ranka verstehen sich nun miteinander und einigen sich auf einen fairen Kampf um die Liebe Altos.

## Charaktere

### Hauptfiguren
| Alto Saotome (早乙女 アルト, Saotome Aruto) Alter: 17  | Ein Schüler im Ausbildungsprogramm für Piloten an der Mihoshi-Oberschule (美星学園高校 Mihoshi gakuen kōkō), der einer für ihr Kabuki-Aufführungen bekannten Schauspielerfamilie entstammt. Seiner langen Haare und der femininen Gesichtszüge wegen, die ihm die titelgebende Onnagata-Rolle als Prinzessin im Kabuki-Stück Sakura-hime Azuma Bunshō (桜姫東文章) von Tsuruya Namboku einbrachte, erhält er von seinen Mitschülern häufig den Beinamen Prinzessin (姫, hime). Trotz seinem eher distanzierten Charakterwesen ist er eigentlich ein normaler Teenager, der sich aufgrund seines Strebens nach einer Pilotenausbildung mit seinem Vater, dem bekannten Kabuki-Schauspieler Ranzō Saotome überworfen hat, welcher ihn sogar vor anderen als seinen Sohn verleugnet, selbst als er schwer erkrankt. |
| Ranka Lee (ランカ・リー, Ranka Rī) Alter: 15, dann 16  | Das grünhaarige und fröhliche Mädchen ist die Adoptivtochter von Ozma Lee, beide bezeichnen sich jedoch als Bruder und Schwester. Da sie zu einem Viertel Zentradi ist, bewegt sich ihr Haar entsprechend ihren Emotionen auf ganz eigene Weise. Ebenso verfügt sie über eine höhere Resistenz gegen das Vakuum im Weltall. Sie arbeitet parallel zu ihrem Schulbesuch auf einer Mädchenoberschule im chinesischen Restaurant Nyan-Nyan als Kellnerin, und träumt seit ihrer Kindheit davon Sängerin zu werden. Sheryl ist ihr großes Vorbild, die ihr bei der Erfüllung ihres Traums mit einigen Tipps vor allem Mut macht. Mit dem Start ihrer Gesangskarriere sorgt ihr Talent bereits vor ihrem ersten Live-Konzert in Frontier für Aufsehen, als sie durch ihren Gesang dafür sorgt, dass sowohl rebellierende Zentradi als auch Vajra ihre Kampfhandlungen einstellen. Seit einem Angriff der Vajra auf ihre ursprüngliche Heimat, den 117. großen Forschungskonvoi, leidet Ranka an einer psychisch bedingten Amnesie. Aus ihrer Kindheit hat sie keinerlei Erinnerungen, auch nicht, dass sie die Tochter von Ranshe Mei ist. Lediglich ein Lied namens Aimo ist ihr geblieben. |
| Sheryl Nome (シェリル・ノーム, Sheriru Nōmu) Alter: 17 | Eine bekannte Sängerin vom Macross Konvoi „Galaxy“, die regelmäßig auf den oberen Plätzen der Charts im Macross Universum zu finden ist und als Anspielung auf ihre Herkunft und ihre enorme Popularität auch „Die galaktische Fee“ (銀河の妖精, gengi no yōsei) genannt wird. Schönheit und Talent schlagen sich in großer Selbstsicherheit und teilweise auch Arroganz nieder. Umso größer ist ihr Schmerz, als sie erkennen muss, dass ihr Erfolg durch ihre Managerin von langer Hand geplant war, und sie selbst durch eine schwere Krankheit nicht mehr in der Lage ist, mit Ranka als neuem aufstrebenden Stern mitzuhalten. |

## Konzeption

### Ähnlichkeiten zu früheren Serien, Filmen und OVAs
Macross Frontier weist einige Ähnlichkeiten und Verweise zu früheren Serien und OVAs des Franchise auf. So arbeitet Ranka beispielsweise wie schon Minmay Lynn aus The Super Dimension Fortress Macross in einem chinesischen Restaurant und trägt ähnlich aussehende Kleidung. Ebenso sang sie während ihres Auftritts beim Miss Macross-Wettbewerb das Lied Watashi no Kare wa Pilot und ihre Rettung durch Alto in der zweiten Folge der Serie gleicht der Rettung Minmays durch Hikaru Ichijo. In der gleichen Folge ertönt auch ein Lied der Band Fire Bomber aus Macross 7 im Auto von Ozma Lee.

### Beziehungsdreieck
Wie bereits vorherige Verfilmungen setzt auch Macross Frontier auf eine Dreiecksbeziehung zwischen den Hauptcharakteren und einigen Nebenrollen. Dabei wird an vielen stellen bewusst auf das „Dreieck“ angespielt. So werden dreieckige Lens Flares in Szenen verwendet, in denen alle drei Hauptcharaktere zu sehen sind. Die Benennung der ersten Single als Triangler unterstützt ebenfalls dieses Konzept, genauso wie die als Dreieck gestalteten „Bilderrahmen“ im Vorspann der Serie.
Nachdem bereits in der OVA Macross Zero teilweise auf die Verwendung von CGI gesetzt worden war, wurde der Einsatz solcher Elemente in Macross Frontier ausgeweitet.

## Veröffentlichungen

### Fernsehausstrahlung
Am 24. Dezember 2007 kurz nach Mitternacht (und damit am vorigen Fernsehtag) wurde die erste Episode auf dem japanischen Fernsehsender TBS und fünf Tage später auf MBS in einer Spezialfassung ausgestrahlt, welche als Deculture Edition bezeichnet wird.
Der eigentliche Serienstart fand vom 4. April bis 26. September 2008 kurz nach Mitternacht auf MBS statt. CBC folgte mit einer Stunde Versatz und mit bis zu einer Woche Versatz folgten TBS, TBC, SBS, RCC, RKK, HBC, RSK und RKB Mainichi Hōsō. Ab dem 7. Mai 2008 wurde die Serie zudem landesweit auf dem japanischen Fernsehsender Animax per Satellit ausgestrahlt.

### DVD/Blu-Ray
Die Veröffentlichung der ersten Episode auf Kaufmedien startete in Japan am 25. Juli 2008, die sowohl auf DVD als auch Blu-ray erschien. In dieser Veröffentlichung enthalten die erste Episode sowohl in der Fernsehfassung als auch der Deculture Edition, also der Sonderausstrahlung, und einer neuen Schnittfassung, die als Yack Deculture Edition bezeichnet wird.
Die ersten Kaufmedien erreichten in der Premierenwoche Platz 3 in den Oricon-DVD-Verkaufscharts für Anime-Veröffentlichungen und Platz 1 in den Oricon-Blu-ray-Verkaufscharts in der gleichen Kategorie, wobei deutlich mehr Blu-ray-Medien (22.000 verkaufte Kopien) abgesetzt wurden als DVDs (18.000 verkaufte Kopien). Dadurch ist Macross Frontier die erste Anime-Serie, bei der bei Verkaufsstart mehr Blu-ray- als DVD-Medien verkauft wurden. Darüber hinaus ist der erste Teil derart erfolgreich, dass sie mit den beiden erstplatzierten und der viertplatzierten Veröffentlichungen ebenfalls in den regulären DVD-Verkaufscharts geführt werden.

### Synchronsprecher
| Rolle        | japanischer Sprecher (Seiyū)       |
| ------------ | ---------------------------------- |
| Alto Saotome | Yūichi Nakamura                    |
| Ranka Lee    | Megumi Nakajima                    |
| Sheryl Nome  | Aya Endō (Dialoge), May’n (Gesang) |

Für Seiyū Megumi Nakajima bedeutet die Hauptrolle Ranka Lee, die auch Gesang miteinschließt, ihr Debüt. Sie wurde unter mehr als 5000 Bewerbern bei einem Vorsingen von Victor Entertainment ausgewählt.

### Musik
Die folgende Tabelle zeigt die verwendeten Stücke und deren jeweiligen zugeschriebenen Interpreten, Ranka entspricht dabei „Ranka Lee = Nakajima Megumi“ (ランカ・リー=中島愛) und Sheryl entspricht „Sheryl Nome starring May’n“ (シェリル・ノーム starring May'n). Bei der ersten Folge unterscheiden sich die jeweiligen verwendeten Stücke für den Vor- und Abspann zwischen Deculture Edition (D), regulärer Fernsehfassung (TV) und Yack Deculture Edition (YD).
Alle Stücke wurden von Yōko Kanno komponiert, bis auf jene aus vorherigen Macross-Teilen wie Ai, Oboete Imasu ka (Komponist: Kazuhiko Katō), Watashi no Kare wa Pilot (Komponist: Kentarō Haneda) und die Stücke von Fire Bomber.
| Folge   | Vorspann               | Abspann                                              | Während der Handlung |
| ------- | ---------------------- | ---------------------------------------------------- | --- |
| 01 (D)  | –                      | Ai, Oboete Imasu ka – Deculture Edition Size (Ranka) | Chōjikū Hanten: Nyanyan (Ranka), Iteza Gogo Kuji: Don’t be late (Sheryl), What ’bout my star? (Sheryl)                                                   |
| 01 (TV) | Triangler (Sakamoto)   | Diamond Crevasse (Sheryl)                            | Chōjikū Hanten: Nyanyan (Ranka), Iteza Gogo Kuji: Don’t be late (Sheryl), What ’bout my star? (Sheryl)                                                   |
| 01 (YD) | Triangler (Sakamoto)   | Aimo (Ranka)                                         | Chōjikū Hanten: Nyanyan (Ranka), Iteza Gogo Kuji: Don’t be late (Sheryl), What ’bout my star? (Sheryl)                                                   |
| 02      | Triangler (Sakamoto)   | Diamond Crevasse (Sheryl)                            | Totsugeki Love Heart (Fire Bomber), Diamond Crevasse – Tembō Kōen nite (Ranka, Sheryl)                                                                   |
| 03      | Triangler (Sakamoto)   | Diamond Crevasse (Sheryl)                            | Aimo (Ranka) |
| 04      | Triangler (Sakamoto)   | Diamond Crevasse (Sheryl)                            | SMS Shōtai no Uta – Ano Musume wa Alien (SMS no Mina-san), Watashi no Kare wa Pilot – Miss Macross 2059 (Ranka)                                          |
| 05      | Triangler (Sakamoto)   | Diamond Crevasse (Sheryl)                            | What ’bout my star? (Sheryl), Uchū Kyōdai Fune (Kiichirō Tokugawa), What ’bout my star?@Formo (Ranka, Sheryl)                                            |
| 06      | Triangler (Sakamoto)   | Diamond Crevasse (Sheryl)                            | Diamond Crevasse (ED) (Sheryl) |
| 07      | Triangler (Sakamoto)   | Aimo (Ranka)                                         | Iteza Gogo Kuji: Don’t be late (Sheryl), Infinity (Sheryl)                                                                                               |
| 08      | Triangler (Sakamoto)   | Diamond Crevasse (Sheryl)                            | Ninjīn loves you yeah! (Ranka), Aimo (Ranka) |
| 09      | Triangler (Sakamoto)   | Diamond Crevasse (Sheryl)                            | Neko Nikki (Ranka) |
| 10      | Triangler (Sakamoto)   | Aimo – Tori no Hito (Ranka)                          | Aimo – Tori no Hito (ED) (Ranka) |
| 11      | Triangler (Sakamoto)   | Neko Nikki (Ranka)                                   | Chōjikū Hanten: Nyanyan (Ranka) |
| 12      | Triangler (Sakamoto)   | Ai, Oboete Imasu ka – Deculture Edition Size (Ranka) | Seikan Hikō (Ranka), Aimo (Ranka), Neko Nikki (Ranka) |
| 13      | Triangler (Sakamoto)   | Diamond Crevasse (Sheryl)                            | – |
| 14      | Triangler (Sakamoto)   | Diamond Crevasse (Sheryl)                            | Haha to Ko-Ranka no Aimo (Ranka, Sakamoto) |
| 15      | Triangler (Sakamoto)   | Diamond Crevasse 50/50 (Ranka, Sheryl)               | Welcome To My Fanclub’s Night! (Sheryl), What ’bout my star? (Sheryl), Infinity #7 (Ranka, Sheryl), Chōjikū Hanten: Nyanyan (Ranka), Seikan Hikō (Ranka) |
| 16      | Triangler (Sakamoto)   | Northern Cross (Sheryl)                              | Aimo O.C. (Ranka) |
| 17      | Seikan Hikō (Ranka)    | Northern Cross (Sheryl)                              | My Soul for You (Fire Bomber), Try Again (Fire Bomber), Seikan Hikō (Ranka)                                                                              |
| 18      | Lion (May’n, Nakajima) | Northern Cross (Sheryl)                              | Seikan Hikō (Ranka), Ai, Oboete Imasu ka – Deculture Edition Size (Ranka), Aimo O.C. (Ranka)                                                             |
| 19      | Lion (May’n, Nakajima) | Triangler (Sakamoto)                                 | What ’bout my star?@Formo (Ranka, Sheryl), Seikan Hikō (Ranka), Anata no Oto (Ranka)                                                                     |
| 20      | Lion (May’n, Nakajima) | Shinkū no Diamond Crevasse (Sheryl)                  | Anata no Oto (Ranka), Aimo O.C. (Ranka), Shinkū no Diamond Crevasse (ED) (Sheryl)                                                                        |
| 21      | Lion (May’n, Nakajima) | Ao no Ether (Ranka)                                  | Aimo (Ranka) |
| 22      | Lion (May’n, Nakajima) | Northern Cross (Sheryl)                              | Yōsei (Sheryl), Northern Cross (ED) (Sheryl) |
| 23      | Lion (May’n, Nakajima) | Northern Cross (Sheryl)                              | Brera to Ko-Ranka no Aimo (Ranka) |
| 24      | Lion (May’n, Nakajima) | Northern Cross (Sheryl)                              | Brera to Ko-Ranka no Aimo (Ranka), Iteza Gogo Kuji: Don’t be late (Sheryl), Ai, Oboete Imasu ka – bless the little queen (Ranka)                         |
| 25      | –                      | Triangler (fight on stage) (Ranka, Sheryl)           | Northern Cross (Sheryl), Ai, Oboete Imasu ka – bless the little queen (Ranka), Nyannyan Service Medley (Ranka, Sheryl, Sakamoto)                         |

## Adaptionen

### Mangas
Eine gleichnamige Manga-Adaption von Hayato Aoki (青木 ハヤト) erschien von der Ausgaben 02/2008 (26. Dezember 2007) bis zur Ausgabe 01/2010 (26. November 2009) im Magazin Shōnen Ace. Die Kapitel wurden in fünf Sammelbänden (Tankōbon) zusammengefasst und zwischen dem 26. April 2008 und 26. November 2009 beim Imprint Kadokawa Comics A veröffentlicht.
Zwischen den Ausgaben 04/2008 (26. Februar 2008) und 07/2008 (26. Mai 2008) erschien der Macross F: Chōjikū Utahime Ranka (マクロスF 超次空歌巫女ランカ) von Yoshihiro Kuroiwa (黒岩 よしひろ) im Magazin Comp-Ace. Im Anschluss folgte von den Ausgaben 09/2008 (26. Juli 2008) bis 04/2009 (26. Februar 2009) Macross Frontier: Dakishimete, Ginga no Hate made. (マクロスF 抱きしめて、銀河の果てまで。) von Sorahiko Mizushima (水島 空彦), zusammengefasst am 26. Februar 2009 als Sammelband. In den letzten beiden Ausgaben waren auch drei Kapitel von Gastautoren abgedruckt: in 03/2009 eine von Yūki Tanaka (たなか 友基) und in 04/2009 You’re My Only Shining Star von Hina Shirogane (シロガネ ヒナ) und Triangler F! (トライアングラーＦ！) von 紀和保地.

### Kinofilm
Am Ende der letzten Episode wurde ein Kinofilm zu Macross Frontier angekündigt. Unter dem Titel Gekijōban Macross Frontier – Itsuwari no Utahime (劇場版 マクロスF 虚空歌姫〜イツワリノウタヒメ〜, dt. „Kinofilm Macross F – Die falsche Sängerin“) lief dieser am 21. November 2009 in den japanischen Kinos an und ist eine abweichende Neuerzählung der ersten Hälfte der Serie.
Der zweite Film Gekijōban Macross Frontier – Sayonara no Tsubasa (劇場版 マクロスF 恋離飛翼〜サヨナラノツバサ〜, dt. „Kinofilm Macross F – Die Flügel des Abschieds“) kam am 26. Februar 2011 in die Kinos und setzt die Handlung des ersten Films mit einer neuen Handlung fort.

### Soundtrack
Musikalisch unterstrichen werden die Episoden durch einen Soundtrack, der von Yōko Kanno komponiert wurde. Durch vorhergehende Themen wie Watashi no Kare wa Pilot (私の彼はパイロット, dt. „Mein Freund ist ein Pilot“) und Ai, Oboete Imasu ka (愛・おぼえていますか, dt. „Die Liebe, erinnerst du dich daran?“) werden von ihr neu interpretiert.

### Soundtrack-Sampler
Der erste Soundtrack-Sampler mit dem Titel Macross Frontier O.S.T. 1 Nyan Flow. (マクロスFO.S.T. 1 娘フロ。) erschien am 4. Juni in den japanischen Läden. Vermischt mit von Yōko Kanno komponierten Begleitthemen aus der Animationsserie sind auch einige von den Charakteren gesungene Lieder enthalten, wie etwa Sheryls Hit What ’bout my star?, der sowohl in den Versionen von May'n, die die Gesangsstimme von Sheryl in der Serie darstellt, als auch eine von Megumi Nakajima.
Der erste Sampler ist der erste Anime-Soundtrack seit 11 Jahren, der in den Top 10 der japanischen Charts geführt wurde. Ein zweiter Sampler Macross Frontier Original Soundtrack 2: Nyan Tora (マクロスFO.S.T.2 娘トラ☆) erschien im Oktober 2008 und wurde in der ersten Verkaufswoche mehr als 102.000 Mal verkauft, was eine Auflistung auf Platz 2 der Oricon-Charts zur Folge hatte und wodurch es das erste Soundtrack-Album (unabhängig ob Anime- oder Live-Action-Soundtrack) seit 1997 war, von dem in der ersten Woche mehr als 100.000 Stück verkauft wurden.
Der dritte Sampler Macross Frontier Vocal Collection Album: Nyan Tama (マクロスFVOCAL COLLECTION 娘たま♀) erreichte nach Verkaufsstart im Dezember 2008 wie die beiden Vorgänger die Top 3 der japanischen Oricon-Charts und landete auf Platz 2.

#### Singleauskopplungen
Der von ebenfalls Yōko Kanno arrangierte und Gabriela Robin getextete erste Vorspann mit dem Titel Triangler (トライアングラー, Toraiangurā) wird von Maaya Sakamoto gesungen und erreichte in den japanischen Single-Charts nach Veröffentlichung Platz 2 und blieb auch eine Woche danach noch in den Top Ten. Der zweite Vorspann wird von Megumi Nakajima und May'n gemeinsam intoniert und trägt den Titel Lion. Die Maxi-Single ist im August 2008 erscheinen und verkaufte sich in der ersten Woche nach Veröffentlichung 56.000 mal, wodurch die Single auf Platz 3 der Oricon-Charts einstieg.
Der hauptsächlich zu hörende Abspann wird von May'n gesunden, aber unter dem Namen des Hauptcharakters Sheryl Nome veröffentlicht und trägt den Titel Diamond Crevasse. Bereits zwei Tage vor Veröffentlichungen erreichte die Single in den täglichen Single-Charts von Oricon Platz 2. Aufgrund des Erfolgs der erschienenen CDs in den japanischen Charts, spricht die Mainichi Shimbun in ihrer Webausgabe von einem neuen Boom was die Verkaufszahlen von Begleitsongs zu Animes angeht.
Alternativ eingespielte Abspannthemen sind die von Ranka Lee bzw. ihrer Seiyū Megumi Nakajima gesungenen Ai, Oboete Imasu ka, der von Gabriela Robin getextete Titel Aimo (アイモ), sowie für Episode 11 der Titel Neko Nikki (ねこ日記). Mit Episode 16 wird der Titel Northern Cross (ノーザンクロス, Nōzan Kurosu) als Hauptabspannthema verwendet. Der Titel Neko Nikki erschien zusammen mit dem für Episode 17 verwendeten Titellied Seikan Hikō (星間飛行) ebenfalls auf Maxi-CD und erreichte Platz 5 in den Oricon-Charts.
Am 21. Oktober 2009 wurde die Single Pink Monsoon von Sheryl Nome starring May’n veröffentlicht.

### Sonstiges
Pizza Hut bewirbt die Serie auf Pizzakartons. Es wurde auch eine neue Kreation eingeführt, welche aus Meeresfrüchten, frittiertem Huhn und Tartarsoße besteht.
Basierend auf dem missverständlichen Aussehen des Logos, wird mit Macross Fufonfia ein Web-Anime parallel zur Fernsehserie produziert und auf der Website zur Macross-Frontier-Serie regelmäßig veröffentlicht. In den ca. zwei Minuten langen Webisoden treten alle Hauptpersonen der Mutterserie im SD-Zeichenstil auf, werden jedoch in die Umgebung eines Bürogebäudes einer japanischen Softwarefirma mit Namen Frontier Software gebracht. Die einzelnen Webisoden sind unsynchronisiert, das heißt, der gesamte Dialog wird durch eingeblendeten Text realisiert.
Weiterhin wurde über die Radiosender MBS Radio und Bunka Hōsō ein Radioprogramm mit dem Namen Radio Macross als Internetstream ausgestrahlt, das am 3. Januar 2008 auf Sendung ging. Moderatoren der Sendung sind die Seiyū der Charaktere Ranka Lee und Bobby Margot Megumi Nakajima und Kenta Miyake.

## Auszeichnungen
Der Produktionsstab der Fernsehserie wurde 2008 durch die unter anderem vom japanischen Wirtschaftsministerium mitbegründete Digital Content Association of Japan ausgezeichnet. 2009 erhielt die Serie den Seiun-Preis in der Kategorie Medienprodukt.
Der von Maaya Sakamoto intonierte Titelsong Triangler wurde mit dem Theme Song Award der 13. Animation Kobe Awards 2008 ausgezeichnet.